# Vitstjärtad sabelvinge
Vitstjärtad sabelvinge (Campylopterus ensipennis) är en fågel i familjen kolibrier.

## Utbredning och systematik
Fågeln förekommer i bergsskogar i nordöstra Venezuela och på Tobago. Den behandlas som monotypisk, det vill säga att den inte delas in i några underarter.

## Status
IUCN kategoriserar arten som nära hotad.